# 蛛形类
蛛形類（學名：Arachnomorpha）是節肢動物門的一個分支，包括由三葉蟲、其他大型附肢節肢動物和三葉蟲類科（Helmtiidae、Xandarellidae、Naraoiidae、Liwiidae 和 Tegopeltidae）形成的單系群，以及包括螯肢在內的多樣化姐妹進化枝。